# Christiansø Fyr
Christiansø Fyr er mellem 1801 og 1805 bygget ind mellem ydre og indre mur i Store Tårn, der er en del af Christiansøs fæstningsværk fra 1684. Det er et rundt muret tårn som er 4 stokværk højt plus lanternen i toppen, tegnet af P. de Løwenørn der også stod bag blandt andet Tunø Fyr, Sprogø Fyr og Stevns Fyr.
Det første fyr var med 9 parabolspejle i tre grupper med oliebrændere, monteret på vandrette roterende arme der blev drevet af et urværk, så fyret kunne udsende tre blink i minuttet. I 1879 blev denne anordning erstattet af et linseapparat, som igen blev udskiftet med en petroleumsbrænder i 1904. Den oprindelige anordning var det tidligste danske blinkfyr, som nu findes i model på M/S Museet for Søfart. Fyret er fredet som en del af fæstningen.

## Eksterne kilder og henvisninger
1. ↑  "Poul Løvenørn". Den Store Danske (lex.dk online udgave). Hentet 2011-12-06.

- Wikimedia Commons har flere filer relateret til Christiansø Fyr
- Christiansø på fyrtaarne.dk
- Danske Fyranlæg 1750 - 1950 Skov og Naturstyrelsen 2008